# Respirační vzplanutí
Respirační vzplanutí, též oxidační či oxidativní vzplanutí, je imunitní obranná reakce některých fagocytů (bílých krvinek, jako jsou neutrofily a makrofágy), při níž se krátkodobě zvyšuje buněčná spotřeba kyslíku (proto je v názvu respirace čili dýchání) a bílé krvinky začnou na obranu produkovat řadu toxických látek. K respiračnímu vzplanutí dochází zpravidla po fagocytóze různých patogenů, zejména bakterií, těmito bílými krvinkami. Dochází k aktivaci NADPH oxidázy v membráně tzv. fagolysozomálních váčků, kde se pozřené bakterie nachází. NADPH oxidáza produkuje superoxidové ionty (O2-), které se následně pomocí superoxiddismutázy mohou převádět na peroxid vodíku (H2O2) a navazující chemické či enzymatické reakce produkují i další toxické produkty, jako je hydroxylový radikál (·OH), chlornan (OCl−), bromnan (OBr-) atp. Dále je v buňkách aktivována inducibilní NO syntáza (iNOS), která vytváří jedovatý oxid dusnatý (NO). Všechny tyto látky jsou schopné zneškodit bakterii uvnitř fagolysozomu, ale dostávají se i nekontrolovaně ven a jako vedlejší produkt mohou poškozovat tkáně.
Na buněčné a molekulární úrovni spouští respirační vzplanutí řada podnětů, z nichž je důležitý především akt rozeznání patogenního organismu na základě jeho předchozí opsonizace a dále množství aktivačních faktorů (peptid f-met-leu-phe nebo C5a složka komplementu). Stupeň aktivace respiračního vzplanutí je možné měřit pomocí testu redukce tetrazoliových solí (Nitroblue tetrazolium test, NBT) - v suspenzi buněk s barvivem NBT vzniká po aktivaci respiračního vzplanutí tmavě modrý formazán.

## Onemocnění
Při tzv. chronické granulomatózní nemoci pacienti nejsou schopni účinně zabíjet bakterie a houbové zárodky, které se do těla dostávají. Je to způsobeno genetickou nedostatečností NADPH oxidázy, následkem čehož fagocyty nejsou schopny spustit respirační vzplanutí a zabít tak pozřené choroboplodné zárodky. Podobné, leč méně závažné projevy mají mutace v glukóza-6-fosfát dehydrogenáze a myeloperoxidáze.